# Volcà de Montolivet
Volcà de Montolivet är en vulkan i Spanien.   Den ligger i provinsen Província de Girona och regionen Katalonien, i den östra delen av landet, 500 km öster om huvudstaden Madrid. Toppen på Volcà de Montolivet är 511 meter över havet.
Terrängen runt Volcà de Montolivet är varierad.Runt Volcà de Montolivet är det ganska glesbefolkat, med 42 invånare per kvadratkilometer. Närmaste större samhälle är Olot, 1,1 km öster om Volcà de Montolivet. I omgivningarna runt Volcà de Montolivet växer i huvudsak blandskog.